# Гросхартмансдорф
Гросхартмансдорф (њем. Großhartmannsdorf) општина је у њемачкој савезној држави Саксонија. Једно је од 61 општинског средишта округа Средња Саксонија. Према процјени из 2010. у општини је живјело 2.693 становника. Посједује регионалну шифру (AGS) 14522200.

## Географски и демографски подаци
Гросхартмансдорф се налази у савезној држави Саксонија у округу Средња Саксонија. Општина се налази на надморској висини од 509 метара. Површина општине износи 32,2 km². У самом мјесту је, према процјени из 2010. године, живјело 2.693 становника. Просјечна густина становништва износи 84 становника/km².

## Међународна сарадња
| Мјесто | Држава    | Врста сарадње | Од    |
| ------ | --------- | ------------- | ----- |
|        | Француска | пријатељство  | 1963. |
| Извор  |           |               |       |